# Nandi van Beurden
Nandi van Beurden (Tilburg, 18 februari 1991) is een Nederlands musicalactrice.

## Biografie
Van Beurden studeerde in 2015 af aan de Fontys Hogeschool voor de Kunsten te Tilburg, richting Muziektheater.
Aan het einde van haar studie kreeg ze last van een trombosebeen. Hiervoor kreeg ze medicatie, maar desondanks kreeg ze een longembolie. Uit bloedonderzoek bleek vervolgens dat ze acute leukemie had. Ze werd onmiddellijk overgebracht naar het Radboud UMC in Nijmegen en kreeg chemotherapie. Door de ziekte duurde haar studie een jaar langer. Sindsdien leeft ze meer in het hier en nu.

## Musicalcarrière
In 2021 won Van Beurden de televisiezoektocht Op Zoek Naar Maria (AVROTROS) en mocht daarmee de hoofdrol vertolken in de Nederlandse versie van The Sound of Music. In het seizoen 2014-2015 was zij al te zien in het ensemble van The Sound of Music waarin ze tevens understudy Maria was. Een jaar later speelde ze in Disney's Beauty and the Beast eveneens als ensemble en understudy Belle. Na een jaar in Duitsland te hebben gespeeld bij Mary Poppins in het ensemble en understudy Winifred Banks en Miss Lark, keerde ze terug naar Nederland voor de productie Was Getekend, Annie M.G. Schmidt (2017-2019) als ensemble en understudy Jonge Annie. In 2019 speelde zij afwisselend de rollen van Amélie, Gina en Amandine/Philomene in Die Fabelhafte Welt der Amélie te München. In 2020 was Van Beurden korte tijd te zien als Ireen Allooy in Hello, Dolly!, totdat de productie noodgedwongen moest stoppen vanwege de coronapandemie.
Na de Nederlandse tour van The Sound of Music in 2021 speelde ze in 2022 de rol van Miete in de spektakelmusical Dagboek van een Herdershond bij Toneelgroep Maastricht en Albert Verlinde Entertainment. Deze rol nam ze in 2023 weer op in de tv-versie van de musical. 
In 2023 speelde Van Beurden een hoofdrol in musical De Tocht in Leeuwarden, waarvoor speciaal een podium met een ijsbaan gebouwd was. Verder was zij te zien bij het concert Best of Musicals, samen met Marcel Visscher en leden van het Nationaal Jeugd Musicaltheater en MusicalCamp.

## Overig
In 2021 sprak ze de Nederlandse stem in van Pepa Madrigal in de Disneyfilm Encanto.
Van Beurden was in 2023 kandidaat in het televisieprogramma De Slimste Mens. Ze eindigde als derde. 
In 2024 was ze te zien in het televisieprogramma Stars on Stage waarin ze een duet zong met deelnemer Emma Heesters. In datzelfde jaar was ze te zien als secret singer in het televisieprogramma Secret Duets. Ook deed Van Beurden in 2024 mee aan het televisieprogramma The Connection.

## Theater
| Jaar        | Titel                            | Rol                                                        | Producent                                               |
| ----------- | -------------------------------- | ---------------------------------------------------------- | ------------------------------------------------------- |
| 2014 – 2015 | The Sound of Music               | Ensemble / Understudy Maria                                | Stage Entertainment                                     |
| 2015 – 2016 | Beauty and the Beast             | Ensemble / Understudy Belle                                | Stage Entertainment                                     |
| 2016 – 2017 | Mary Poppins                     | Ensemble / Cover Winifred Banks / Cover Miss Lark          | Stage Entertainment                                     |
| 2017 – 2019 | Was Getekend, Annie M.G. Schmidt | Ensemble / Cover Jonge Annie                               | Stage Entertainment                                     |
| 2019        | Die Fabelhafte Welt der Amélie   | Swing / Cover Amélie, cover Gina, cover Amandine/Philomene | Stage Entertainment                                     |
| 2020        | Hello, Dolly!                    | Ireen Allooy                                               | MediaLane                                               |
| 2021        | The Sound of Music               | Maria                                                      | Stage Entertainment                                     |
| 2022        | Dagboek van een Herdershond      | Miete                                                      | Toneelgroep Maastricht en Albert Verlinde Entertainment |
| 2022 – 2023 | Zo Vader, Zo Zoon                | Secretaresse                                               | Het Pretpakhuis                                         |
| 2023 – 2024 | De Tocht                         | Annet                                                      | De Tocht B.V.                                           |
| 2024        | A xXxmas Carola                  | Carola                                                     | De Theater B.V.                                         |
| 2025        | Het Geluk van Limburg            | Thea Hanssen                                               | Toneelgroep Maastricht                                  |